# Eupithecia gemellata
Eupithecia gemellata là một loài bướm đêm trong họ Geometridae.